# Franco da Rocha (gemeente)
Franco da Rocha is een gemeente in de Braziliaanse deelstaat São Paulo. De gemeente telt 149.502 inwoners (schatting 2017).

## Aangrenzende gemeenten
De gemeente grenst aan Atibaia, Caieiras, Cajamar, Campo Limpo Paulista, Francisco Morato, Jundiaí, Mairiporã en Várzea Paulista.